# サツマゴキブリ
サツマゴキブリ(薩摩ごきぶり、学名:Opisthoplatia orientalis）は、オオゴキブリ科マダラゴキブリ亜科サツマゴキブリ属のゴキブリである。

## 概要
生息地域は日本（九州南部、四国南部、琉球列島が中心）・インド・中国・台湾・インドネシア・（ジャワ島）など。日本においては、移入種として、伊豆諸島八丈島で1979年に初確認され、和歌山県では1994年以降の生息が確認されている。
体長25-35mm。メスはオスに比べて大型である。翅は退化して鱗弁状である。石や倒木の下などに生息する野外種である。
中国ではシャチュウと呼ばれ、漢方薬の材料として利用される。日本では衛生害虫と位置づけられる。